# Lama (Láncara)
Lama (llamada oficialmente Santa María de Lama) es una parroquia y una aldea española del municipio de Láncara, en la provincia de Lugo, Galicia.

## Organización territorial
La parroquia está formada por siete entidades de población, constando seis de ellas en el nomenclátor del Instituto Nacional de Estadística español:
- Airexe (A Eirexe)
- Armea (Armea de Abaixo)
- Ase (A Se)
- Campos (Os Campos)
- Cima de Vila
- Lama
- Roxedoiro (O Roxedoiro)

## Demografía

### Parroquia
| Gráfica de evolución demográfica de Lama (parroquia) entre 2000 y 2020 |
|                                                                        |
| Datos según el nomenclátor publicado por el INE.                       |

### Aldea
| Gráfica de evolución demográfica de Lama (aldea) entre 2000 y 2020 |
|                                                                    |
| Datos según el nomenclátor publicado por el INE.                   |